# Dioscorea moritziana
Dioscorea moritziana är en enhjärtbladig växtart som först beskrevs av Carl Sigismund Kunth, och fick sitt nu gällande namn av Reinhard Gustav Paul Knuth. Dioscorea moritziana ingår i släktet Dioscorea och familjen Dioscoreaceae. Inga underarter finns listade i Catalogue of Life.